# Sinagoga de Sidón
La Sinagoga de Sidón (en árabe: كنيس صيدا) es una de las sinagogas más antiguas del mundo, se encuentra en la antigua ciudad de Sidón (también conocida como Saida, Líbano), en el barrio judío conocido coloquialmente como "harat al Yahud". (en árabe: حارة اليهود).
Construido en el año 833, se cree que el edificio reposa sobre una sinagoga más antigua que se remonta a la destrucción del Segundo Templo en el año 66 DC.